# Daimí Ramírez
Daimí Ramírez, född 8 oktober 1983 i Havanna, är en kubansk volleybollspelare.
Ramirez blev olympisk bronsmedaljör i volleyboll vid sommarspelen 2004 i Aten.